# Hella Faassen
Hendrika Estella (Hella) Faassen (Amsterdam, 30 juli 1925 – 19 december 2016) was een Nederlandse actrice. 

## Levensloop
Zij kreeg een balletopleiding en startte bij de Vereenigde Haagsche Spelers het toneelspelen. Tijdens de oorlog werkte ze als tandartsassistente maar na de bevrijding ging ze weer toneel spelen bij de RAO en Nederlands Volkstoneel (onder anderen Ciske de Rat in 1947) en ging op tournee naar Indonesië. Later speelde ze voor de Amsterdamse Comedie en Radiostad Comedie. Haar theaterwerk stopte in 1964. Ze bleef nog wel actief met televisiewerk. 
In 2001 speelde ze Oma Pip in Goede tijden, slechte tijden.

## Privéleven
Ze was getrouwd met Ad van Gessel en Rien van Nunen (Stiefbeen en zoon). Later woonde zij samen met zanger en gitarist Eddy Christiani, tot aan zijn overlijden in 2016. 
Faassen kreeg vier kinderen, waaronder actrice en producente Rieneke van Nunen. Ze overleed op 19 december 2016 op 91-jarige leeftijd.

## Filmografie

### Televisie
- Van Speijk - Mevrouw Bakker (2007)
- Goede tijden, slechte tijden - Oma Pip (2000-2001)
- 12 steden, 13 ongelukken (1998)
- Oppassen - Emily (1996)
- Coverstory - Oma Merkel (1995)
- Vrouwenvleugel - Pensionhoudster (1994) (?)
- Dagboek van een herdershond - Vrouw Briels (1978)
- De kleine waarheid - Marie Raven, pensionhoudster te Blaricum (1970)
- Eerste man! - Bep Nijdam (1967-1968)
- De vuurproef - Betty (1968)
- Swiebertje - Thérèse Sijbel (1963-1965)
- Stiefbeen en zoon -  Margriet,Tante Lena, Freule Tini, Meisje van Dirk (1963-1971)
- De komiek - (1962)

### Film
- De vierde man - Vrouw bij lezing (1983)